# Pentheria bidentata
Pentheria bidentata är en tvåvingeart som beskrevs av Lyneborg 1976. Pentheria bidentata ingår i släktet Pentheria och familjen stilettflugor. Inga underarter finns listade i Catalogue of Life.